# Building the Machine
Building the Machine è un album in studio da solista del cantante e bassista britannico Glenn Hughes (Deep Purple, Black Sabbath, Trapeze), pubblicato nel 2001.

## Tracce
1. Can't Stop the Flood
2. Inside
3. Out On Me
4. I Just Want to Celebrate
5. Don't Let It Slip Away
6. Feels Like Home
7. High Ball Shooter
8. When You Fall
9. I Will Follow You
10. Beyond the Numb
11. Big Sky